# Sheetgo
| Industria      | Tecnologías de la información y la comunicación     |
| Tipo           | Software, Aplicación                                |
| Fundatión      | 2016                                                |
| Fundadores     | Yannick Rault Van der Vaart, Jonatan Gomes DA Silva |
| Sede central   | Europe, Valencia, Spain                             |
| Personas clave | Chad Pittman, and Rafael Vidal                      |
| Servicios      | Specific software development                       |
| Empleados      | 17                                                  |
| Página web     | www.sheetgo.com                                     |

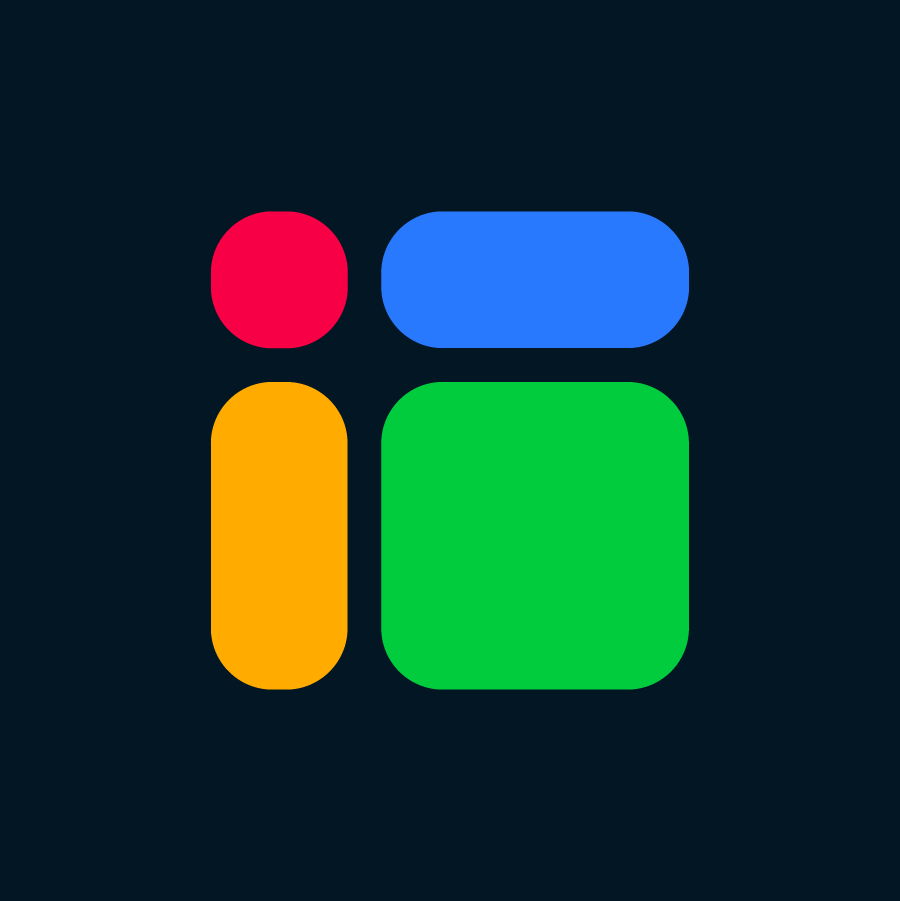

Sheetgo, es una start-up hispano - brasileña fundada en 2016 por Yannick Rault Van der Vaart, (CEO) y Jonatan Gomes Da Silva (CMO). Más tarde se unieron al proyecto Chad Pittman (Customer Success), y Rafael Vidal (director de tecnología [CTO]). La compañía es conocida por desarrollar del primer sistema inteligente de Planificación de Recursos Empresariales (ERP) basado en hojas de cálculo. Para ello crearon una herramienta que permite la conexión de datos de diferentes hojas de cálculo de distinto formato alojadas en diferentes servicios de almacenamiento en la nube. Actualmente esta aplicación, tiene alrededor de 400 000 usuarios en más de 100 países entre los que se encuentran compañías, organizaciones, universidades y gobiernos.

## Historia
El concepto surgió tras la puesta en marcha de una empresa de promoción de urbanismo social en Brasil (2008) por Yannick Rault, donde tenían que gestionar una gran cantidad de proyectos utilizando hojas de cálculo para almacenar y analizar toda la información, lo cual resultaba ser lento y engorroso.
De esta manera surgió la idea de buscar una solución que permitiera realizar estas funciones de forma automática y sencilla. Uno año más tarde, en 2009, Rault y Gomes Da Silva (empleado del equipo técnico de aquella compañía de urbanismo social) crearon la aplicación con la que poder gestionar todos los datos en hojas de cálculo. Sheetgo, fue validada ampliamente en 2010 por varias compañías multinacionales especializadas en tecnología, cuando Gomes Da Silva y Rault fueron invitados a presentarla en Mountain View (California), lo cual fue muy importante para su desarrollo. Tras ello, Pittman y Vidal se incorporaron a la empresa, donde también ayudaron a desarrollar la aplicación.
El proceso de desarrollo de esta aplicación requirió de un gran esfuerzo y dedicación haciendo que Rault tuviera que superar grandes problemas, especialmente presupuestarios que casi le llevan a cerrar dicha empresa. Ello derivó a este emprendimiento, a poner el foco en un único producto que fuera de fácil Escalabilidad para obtener inversores alineados con el concepto y filosofía de la empresa.
En 2015, la aplicación se lanzó oficialmente bajo el nombre Import-Sheet. Un año más tarde, en febrero de 2016, Rault, Gomes Da Silva, Pittman y Vidal empezaron a dedicarse exclusivamente en el proyecto, siendo seleccionados por una Aceleradora de startups brasileña. Ese mismo año también fueron seleccionados por otra aceleradora española lo que propició la transferencia de parte del equipo de trabajo a España. Por último, en 2017, Import-Sheet pasa a llamarse Sheetgo y el apoyo de ambas lanzaderas le permite acceder a deuda subsidaria y capital adicional, consiguiendo hasta 600 000 euros de financiación, tanto de estas aceleradoras como de otras entidades públicas y privadas.

## Características
Sheetgo, es una SaaS compatible con cualquier navegador web disponible para Windows y Mac. La aplicación conecta datos de hojas de cálculo mediante un sistema de sincronización automático, facilitando los procesos de supervisión y auditoría.

## Premios y Financiación
- En 2016, Sheetgo logra presentarse a una aceleradora de startups en Brasil, y a otra en Valencia, España, obteniendo el apoyo de ambas mediante préstamos convertibles.[14][15]

- En 2017 Sheetgo recibe subvención financiera de CDTI (Centro para el desarrollo tecnológico Industrial)[16][17]

- En 2018 por ser una de las propuestas más innovadoras en el campo de las tecnologías de la información y la comunicación (TIC), Sheetgo obtiene el Premio Emprendedores XXI otorgado por CaixaBank, ENISA, Caixa Capital Risc y BPI.[18][19][20]